# Lukas Wank
Lukas Nathanael Christian Wank (né le 19 janvier 1997 à Altenbourg) est un joueur allemand de basket-ball.

## Carrière

### Clubs
Wank fait ses premiers pas dans le basket-ball en club à 14 ans dans sa ville natale au Altenburger Basketball Club en 1996. Il va au Science City Iéna et joue pour le club à partir de 2012 en Jugend-Basketball-Bundesliga et en Nachwuchs-Basketball-Bundesliga en 2013. Au cours de la saison 2013-2014, il fait ses débuts dans l'équipe professionnelle d'Iéna en deuxième division et obtient un contrat de cinq ans du club en 2014. Cependant, il décide de quitter Iéna après la saison 2015-2016, à la fin de laquelle Iéna remporte le titre de champion ProA.
Début juillet 2016, Wank signe un contrat de trois ans avec le club de Bundesliga s.Oliver Würzburg. Après une seule saison, au cours de laquelle il est principalement utilisé avec une double licence dans l'équipe ProB TG s.Oliver Würzburg, Lukas Wank rejoint les RheinStars Cologne (ProA) début octobre 2017. Pour la saison 2018-2019, il rejoint le Niners Chemnitz en ProA. Avec les Saxons, il atteint les demi-finales de la ProA et son équipe échoue de peu à atteindre une place dans la série finale et donc pour une promotion en Bundesliga. Wank dispute 29 matchs cette saison avec Chemnitz et récolte en moyenne 9,1 points, 3,2 rebonds et 2,7 passes décisives par match. À l'été 2019, il signe un contrat de trois ans avec le club de Bundesliga Basketball Löwen Braunschweig. Wank quitte la Basse-Saxe à l'été 2021 et rejoint les Francfort Skyliners en Bundesliga. Il est nommé capitaine de l'équipe de Francfort au début de la saison 2022-2023. À la fin de cette saison, il ne réussit pas à maintenir Francfort en Bundesliga.
Le club de Bundesliga EWE Baskets Oldenbourg annonce la signature de Wank à la mi-septembre 2023.

### Équipe nationale
Au Championnat d'Europe masculin de basket-ball des moins de 18 ans en 2015, Wank atteint les quarts de finale avec l'équipe nationale allemande. Lors du championnat d'Europe masculin de basket-ball des moins de 20 ans 2017, il se classe septième au classement général avec l'équipe allemande et marque en moyenne 3,1 points par rencontre. En 2019, il est nommé dans l'équipe nationale A2 et avec elle, il prend la cinquième place à l'Universiade d'été de 2019 à Naples.
En février 2020, il fait pour la première fois partie de l'équipe d'Allemagne masculine de basket-ball. Wank dispute son premier match international contre la République tchèque en juin 2021. Le mois suivant, il contribue à la qualification de l'équipe allemande pour les Jeux Olympiques de Tokyo. Aux Jeux olympiques, Wank est utilisé dans deux matchs.